# Erythrogonia incerta
Erythrogonia incerta är en insektsart som beskrevs av Medler 1963. Erythrogonia incerta ingår i släktet Erythrogonia och familjen dvärgstritar. Inga underarter finns listade i Catalogue of Life.